# Aeroportul Ebolowa
Aeroportul Ebolowa (IATA: EBW, ICAO: FKKW) este un aeroport din Provincia de Sud, Camerun ce deservește zona Ebolowa. A fost numit după zona deservită.
Situat la o altitudine de 628 m, aeroportul dispune de o singură pistă.